# Gehrihorn
Gehrihorn är en bergstopp i Schweiz. Den ligger i distriktet Frutigen-Niedersimmental och kantonen Bern, i den centrala delen av landet. Toppen på Gehrihorn är 2 130 meter över havet.}
Terrängen runt Gehrihorn är huvudsakligen mycket bergig. Den högsta punkten i närheten är Ärmighorn, 2 742 meter över havet, 3,9 km söder om Gehrihorn.
I omgivningarna runt Gehrihorn växer i huvudsak blandskog och ängar.